# Nuvem ondulada

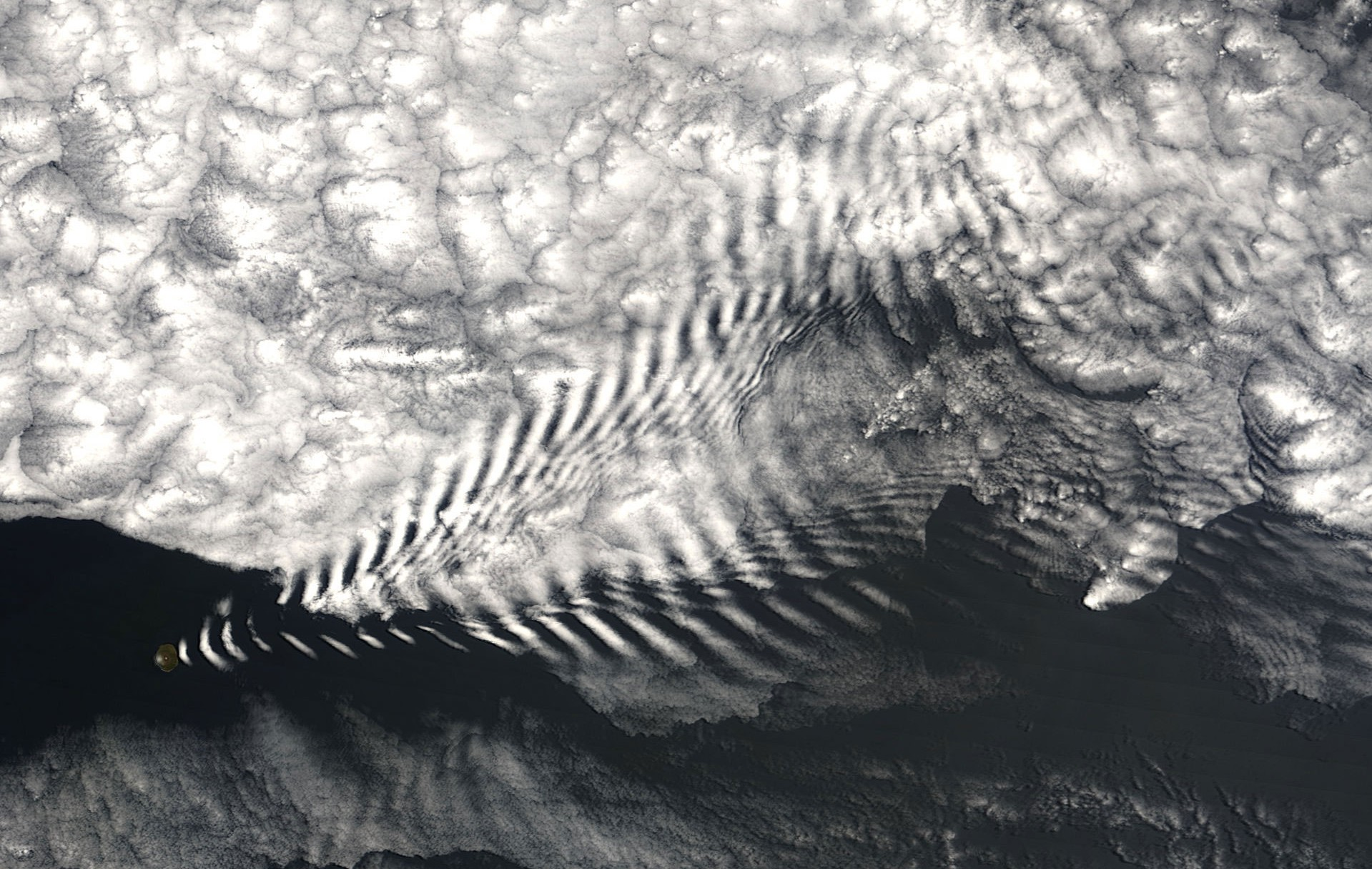
Esta onda de nuvem que se formou sobre a Ilha de Amesterdão, no canto inferior esquerdo, na ponta da formação triangular, no extremo sul do Oceano Índico.

Uma nuvem ondulada é uma nuvem criada pelas ondas internas da atmosfera.

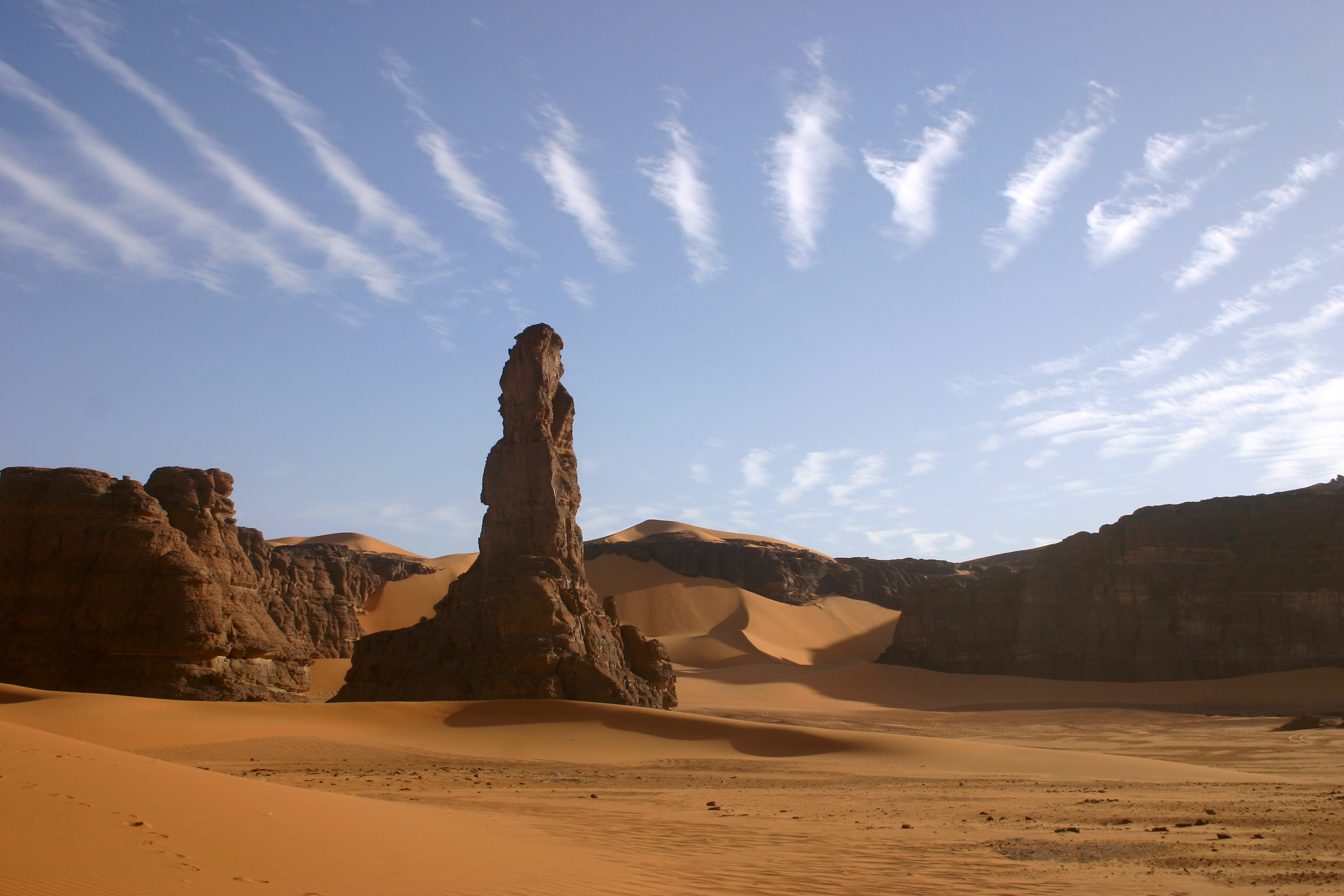
Nuvem ondulada em Tadrart.

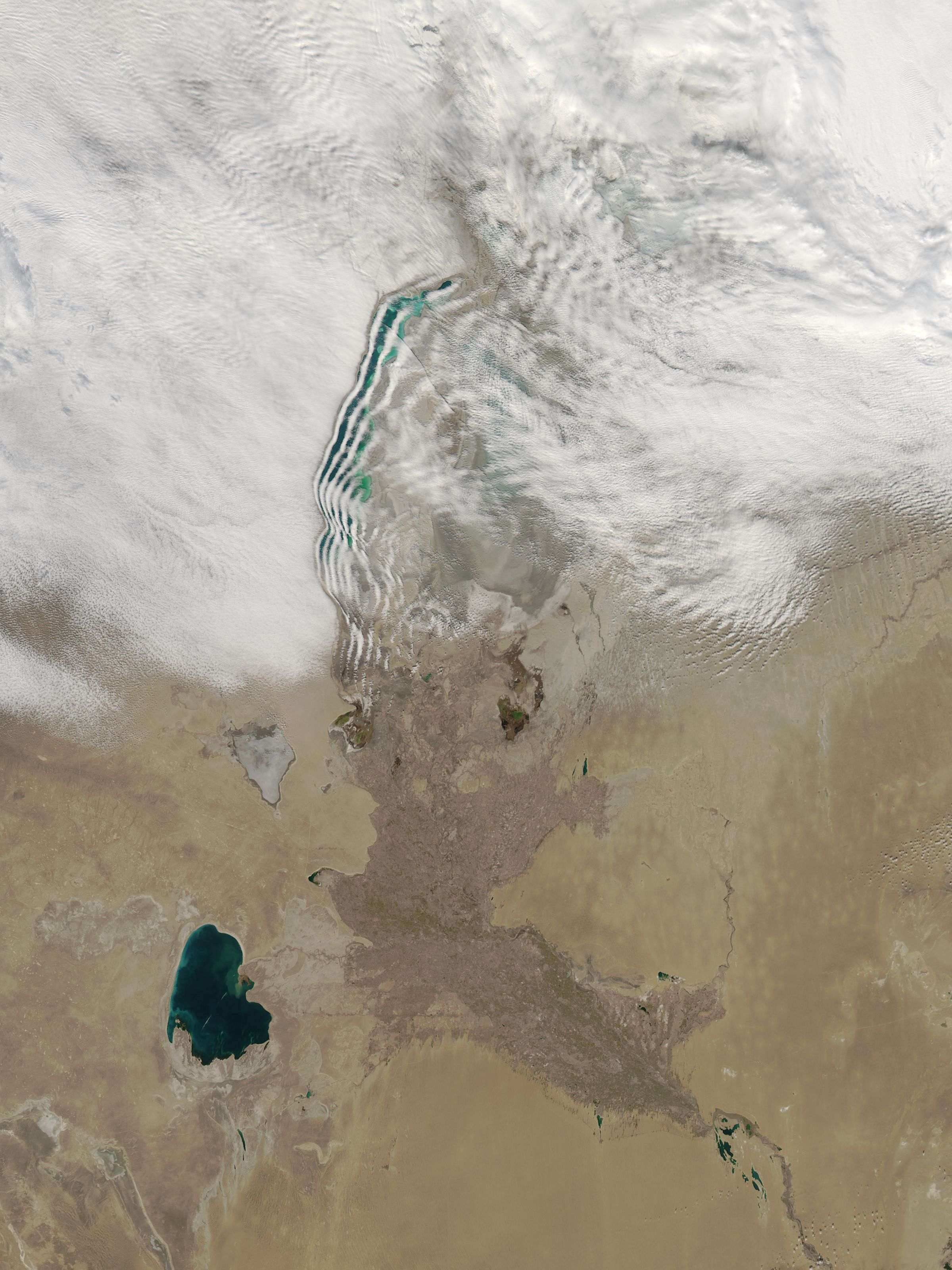
Nuvens onduladas raras sobre o Mar de Aral, visto a partir da NASA satélite Aqua em 12 de Março de 2009.

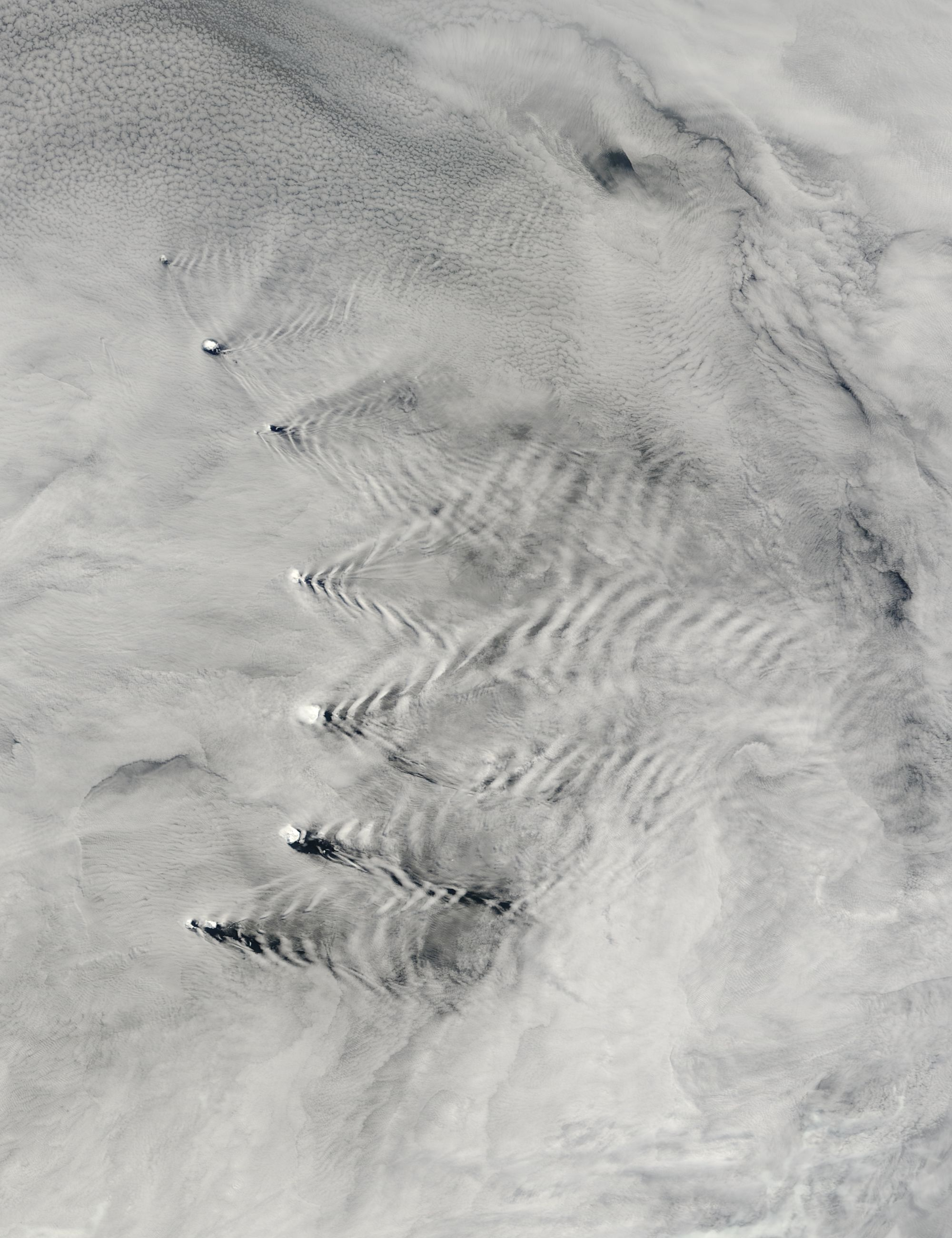
Pontos de interferência de nuvens onduladas nas Ilhas Sandwich do Sul

## Formação
As ondas internas atmosféricas que formam nuvens de onda são criadas à medida que o ar estável flui sobre uma característica de terra elevada, como uma cordilheira, e pode formar-se diretamente acima ou ao longo do recurso. À medida que uma massa de ar percorre a onda, ela sofre repetidamente elevação e descida. Se houver umidade suficiente na atmosfera, as nuvens se formarão nas cristas resfriadas dessas ondas. Na parte descendente da onda, essas nuvens se evaporarão devido ao aquecimento adiabático, levando às bandas características claras e claras. A base da nuvem no lado sotavento é maior que no lado do barlavento, porque a precipitação no lado do barlavento remove a água do ar.
É possível que a convecção simples das cúpulas das montanhas também possa formar nuvens de ondas. Isso ocorre quando a convecção força uma onda ou uma nuvem de onda lenticular para o ar mais estável acima.

## Importância

### Modelagem climática
As nuvens de ondas são tipicamente nuvens de gelo troposféricas de meio a alto. Eles são relativamente fáceis de estudar, porque são bastante consistentes. Como resultado, eles estão sendo analisados para aumentar nossa compreensão de como essas nuvens de gelo de nível superior influenciam o orçamento de radiação da Terra. Compreender isso pode melhorar os modelos climáticos.

## Estrutura
Em um modelo ideal, uma nuvem de onda consiste em água líquida super-resfriada na parte inferior, uma fase mista de água congelada e líquida perto do cume e gelo começando ligeiramente abaixo do cume e se estendendo a jusante. No entanto, isso nem sempre ocorre. A estrutura da nuvem da onda varia de simples e simples, a fases confusas que ocorrem aleatoriamente. Muitas vezes, de cristais de gelo pode ser encontrados a favor do vento. Se isso acontece, depende da saturação do ar. A composição do gelo é atualmente um tópico de estudo ativo. O principal mecanismo para a formação de gelo é homogênea de nucleação. Os cristais de gelo são principalmente pequenas partículas esferoidais e de forma irregular. Colunas de gelo representam menos de 1%, e placas são praticamente inexistentes.
As nuvens de ondas de montanha de vários níveis se formam quando a umidade no ar acima da montanha está localizada em camadas distintas e a mistura vertical é inibida.